# Grace Mirabella
Grace Mirabella (Newark, 10 de junho de 1930 — 23 de dezembro de 2021) foi uma editora-chefe da revista Vogue. Ela começou a trabalhar na revista na década de 1950 e atuou como editora-chefe entre 1971 e 1988. Sua publicação homônima, Mirabella, foi criada em 1989 e durou até 2000 com o apoio financeiro de Rupert Murdoch. 
Mirabella nasceu em Newark, New Jersey, de pais de ascendência italiana. Com um pai apostador e uma mãe feminista, Mirabella levou sua força e resistência para o mundo da moda, onde viu a moda como uma forma de mostrar evidências de que uma mulher pode chegar ao poder. Ela se formou na Skidmore College em junho de 1950, com especialização em economia. 
Ela se casou com o cirurgião Dr. William Cahan em 25 de novembro de 1974. O presidente da Divisão de Apelação da Suprema Corte do Estado, realizou a cerimônia em frente a uma natureza morta de Matisse no apartamento do Sr. e Sra. Nathan Cummings, cuja coleção de pinturas serviu de pano de fundo para o casamento e recepção. Maribella, que tinha a presença da Sra. Richard Feigen, usava um vestido curto de jantar descrito como seda “rosa bege”, ela comprou na Saks Fifth Avenue da coleção de ready‐to‐wear por Karl Lagerfeld de Paris. 
Mirabella começou sua carreira trabalhando na loja de roupas esportivas de uma amiga da família. Após a faculdade, ela ocupou vários cargos júnior no varejo, incluindo na Macy's como estagiária executiva e na Saks Fifth Avenue como assistente do gerente de promoção de vendas. Em 1952, quando Jessica Daves era editora-chefe, Mirabella foi contratada como assistente na Vogue, onde foi rapidamente promovida.  
Durante a maior parte da década de 1960, ela ocupou o cargo de editora-chefe associada de Diana Vreeland. Eventualmente, em 1971, ela foi promovida a editora-chefe. A Vogue então recebeu uma plástica facial; a sensação descontraída dos anos 1970 direcionou seu estilo e ela acrescentou uma sensação mais casual que contrastava com a forma como a revista havia sido definida em seus primeiros anos.  
Devido à recessão nos Estados Unidos na década de 1970, Mirabella usou mais editoriais que abordavam roupas femininas com preços acessíveis, mas elegantes. Mirabella foi conhecida por trazer e apresentar designs de Halston, Saint Laurent, Geoffrey Beene e Ralph Lauren. Durante sua gestão na Vogue, ela aumentou a receita para $ 79,5 milhões e a tiragem da revista para 1,2 milhão. 
O proprietário da Conde Nast, Si Newhouse, substituiu Mirabella pela atual editora-chefe Anna Wintour em 1988. De acordo com a biógrafa de Newhouse, Carol Felsenthal, ninguém disse pessoalmente a Mirabella sobre sua demissão - ela soube disso através do noticiário. Houve várias razões pelas quais Newhouse despediu Mirabella. No entanto, o principal que circulou e foi discutido mais tarde em sua autobiografia, In and Out of Vogue, foi que Newhouse queria ir com uma mulher de aparência mais jovem que não confiasse em ninguém além do próprio Newhouse.  
Na década de 1990, ela publicou sua própria revista, Mirabella, com a ajuda financeira de Rupert Murdoch. Mirabella foi direcionada a mulheres na faixa dos 30 e 40 anos, com mais foco em conselhos de estilo de vida e roupas casuais. Os modelos de capa e editorial eram normalmente menos conhecidos e tinham proporções mais médias. Mirabella tinha 400.000 leitores em seu início - sua reputação impulsionada pelo próprio pedigree de Mirabella como ex-editora da Vogue - mas nos anos subsequentes o número de leitores e a receita caíram. Mirabella foi encerrada em 2000.  
Durante o mandato de Mirabella como editora-chefe da Vogue, a circulação aumentou de 400.000 cópias para 1,2 milhão. A receita de publicidade na época de sua demissão da Vogue foi de US $ 79,5 milhões, comparada à de Elle de US $ 39 milhões.  
Sua autobiografia, In and Out of Vogue, deu uma visão sobre seu relacionamento com as várias pessoas com quem ela trabalhou, como Diana Vreeland, Andy Warhol, Jessica Daves e Si Newhouse. O fotógrafo de moda Helmut Newton publicou vários editoriais notáveis na revista de 1971 até o fim da liderança de Mirabella. Além disso, Richard Avedon fotografou a maioria das capas e outros fotógrafos, como Patrick Demarchelier, Arthur Elgort , Albert Watson, Denis Piel e Chris von Wangenheim publicaram vários exemplos de seus primeiros trabalhos em suas edições.  